# Ілля (гравер)
Ілля (fl. 1637-1663) — український гравер на дереві XVII ст. Працював у 1637—1663 роках у Львові, Києві та Ясах. Чернець Онуфріївського монастиря у Львові, підпорядкованого Успенському ставропігійному братству, потім — Печерського монастиря (лаври) у Києві. Сподвижник архимандрита Печерського монастиря та митрополита Київського, Галицького і усієї Руси Петра Могили (1596–1647) і його наступників. 
Створив близько 500 гравюр, зокрема до «Апостола» Михайла Сльозки (1639), «Требника Петра Могили» (1646), «Ілюстрованої  Біблії» (1645—1649), «Печерського Патерика» (1661), антимінси єпископа Перемиського, Самбірського і повіту Сяноцького Антонія Винницького (1650) та архиєпископа Чернігівського і Новгород-Сіверського Лазаря Барановича (1657) та ін. З творчістю Іллі пов'язані найвищі досягнення української гравюри доби бароко.
Твори Іллі мають підписи: илїа ∙ гри (грішний), иліа ∙ анакzно...z, илїл анак, ілиѧ а, Helias.a, нelɪ, иліѧ с : с, иліѧ. с : скі, и. с ∙ с : к. та ін.

## Життєпис
Імовірно навчався у школі Львівського Успенського братства. Виконав гравюри до братських видань: «Псалтиря» (1637), «Анфологіону» (1638), «Октоїху» (1639) та «Апостола» (1639) приватного видавця Михайла Сльозки. Найраніша дата, зазначена на творах Іллі — 1637 р. 
Між 1640 та 1663 роках працював у друкарні Печерського монастиря, де створив дереворити до «Требника Петра Могили» (1646), «Ілюстрованої  Біблії» (1645—1649), «Печерського Патерика» (1661), «Акафистів» (1663) та ін. Іконографічним джерелом дереворитів «Ілюстрованої  Біблії» (1645—1649) є мідьорити Theatrum Biblicum (1643), нідерландського видавця Ніколаса Йоанніса Вишера (1587–1652). Гравюри Іллі у чотири рази менші. Він значно змінив західноєвропейські зразки, уникнувши їх театральності й відкинувши другорядні деталі. «Ілюстрована Біблія» (1645—1649) не була закінчена і відома лише у кількох примірниках кінця 17, чи то початку 18 століть.

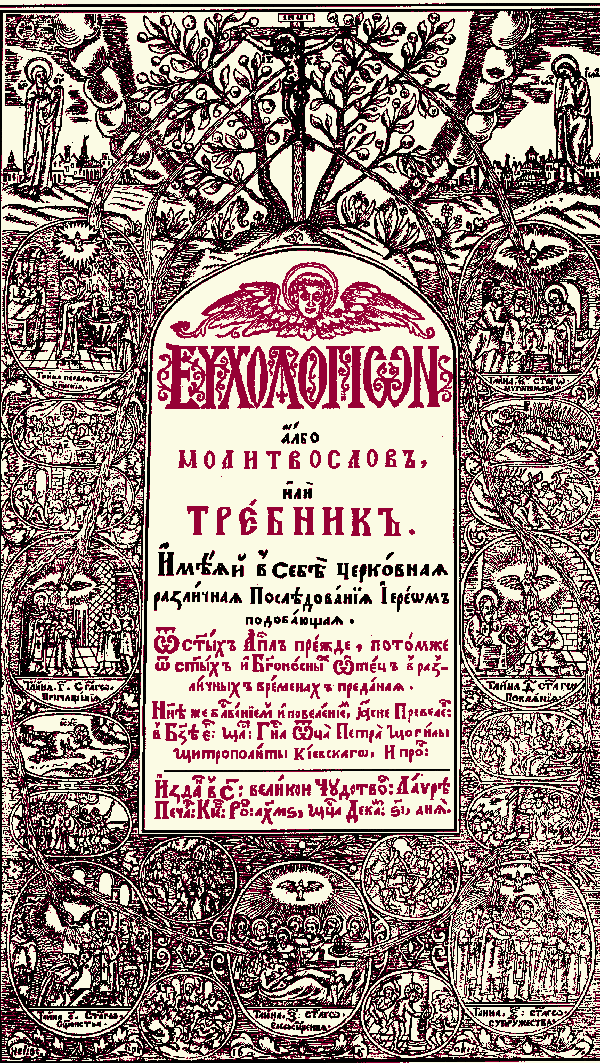
Ілля. Титульна рамка «Требника Петра Могили» (1646), дереворит
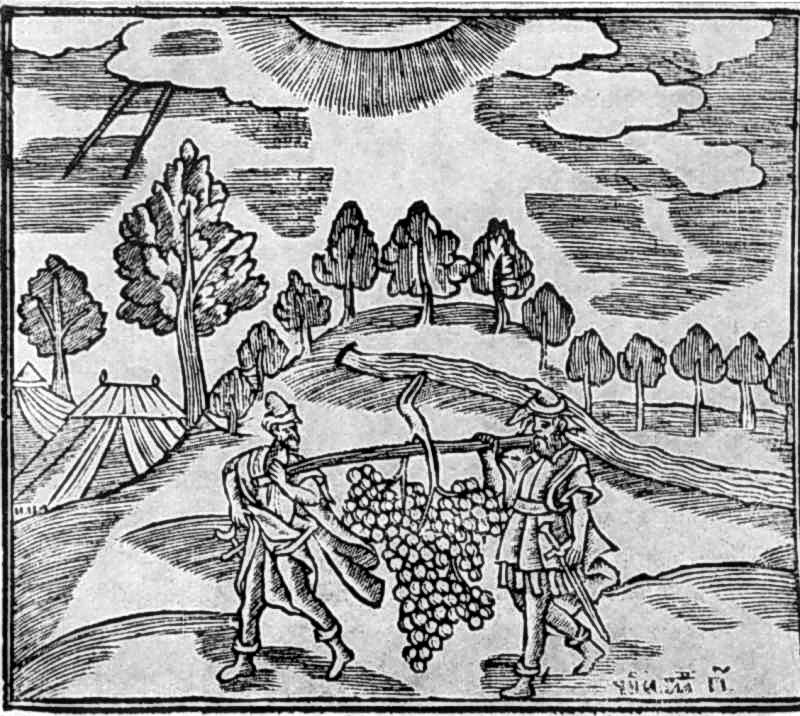
Theatrum Biblicum (1643), «Повернення із Ханаана», мідьорит

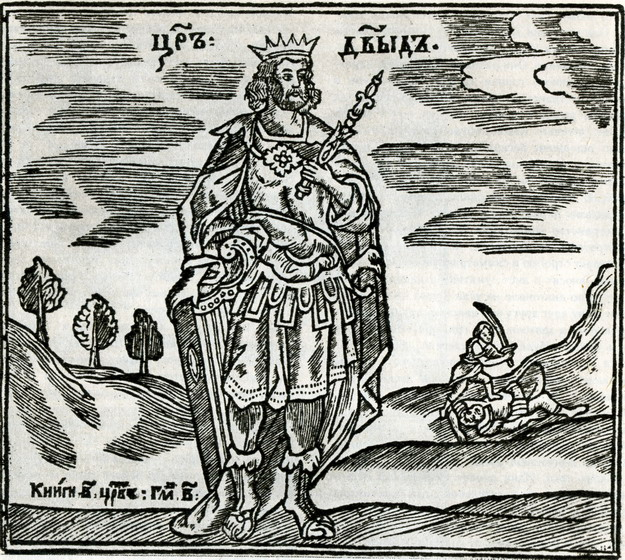
Ілля. «Цар Давид», гравюра до «Ілюстрованої Біблії» (1645–1649), дереворит
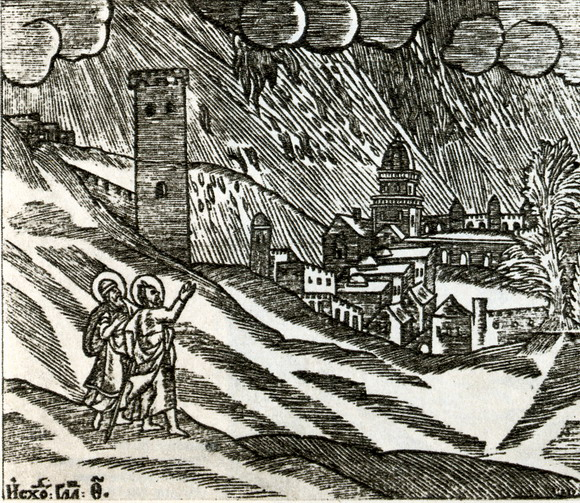
Ілля. «Грім і град», гравюра до «Ілюстрованої Біблії» (1645–1649), дереворит
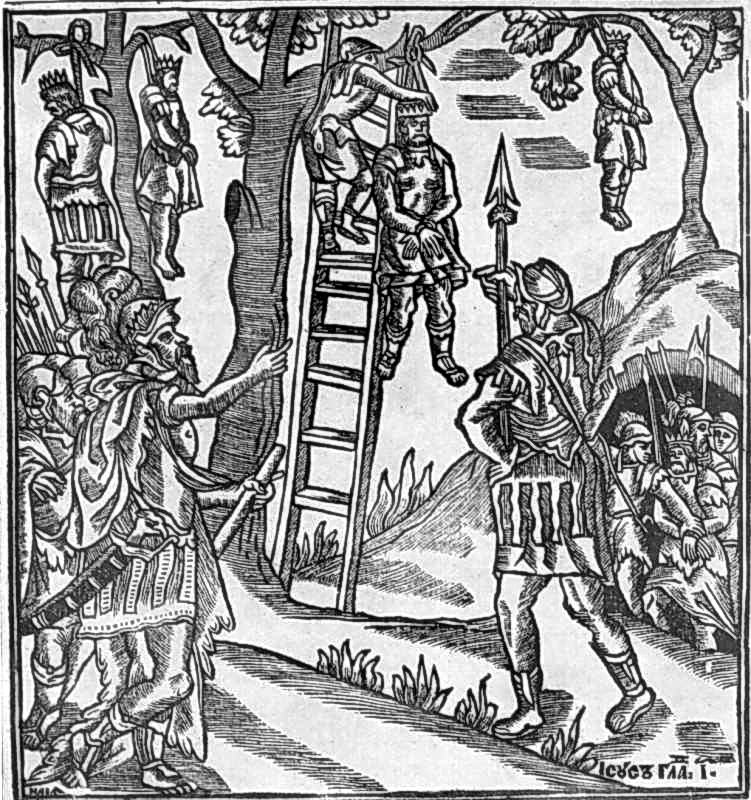
Ілля. «Ісус Навин вішає переможених царів», гравюра до «Ілюстрованої Біблії» (1645–1649), дереворит

У 1641–1642 роках Ілля працював у друкарні монастиря Трьох Святителів у Ясах, майстрів та обладнання для якої Петро Могила надіслав на прохання Молдавського господаря Василе Лупу. У Ясах він створив ілюстрації до Carte de învățătură (Учительного Євангелія) (1643) та велику панегіричну гравюру на честь господаря Василе Лупу і його родини (1643?).
Також у друкарні Печерського монастиря Ілля виконав гравюри до панегіриків викладачів та вихованців Києво-Могилянського колегіуму: Philippus Wasilewicz Baiewski. «Choreae bini solis et lunae» (1645), Theodosius Wasilewicz Baiewski. «Sancti Petri metropolitæ Kioviensis thaumaturgi Rossiæ... Petrus Mohiła... patroni sui iconismus...» (1645), Theodosius Wasilewicz Baiewski. «Tentoria venienti Kioviam... Adamo de Brusiłow Sventoldicio Kisiel... a Collegio Mohil(aneo) Kiov(iensi) expansa» (1646) та Joseph Kalimon. «Żal ponowiony po pogrżebie... Piotra Mohiły» (1647).
У 1651 році, коли Київ захопило військо Великого гетьмана литовського Януша Радзивілла (1612-1655), Ілля перебував у містечку Кобищі на Чернігівщині, яке належало Київському каштеляну Адаму Кисілю (1660-1653) й знаходилось на контрольованій козаками території.
Ілля є автором антимінсів: єпископа Перемиського, Самбірського і повіту Сяноцького Антонія Винницького (1650) та архиєпископа Чернігівського і Новгород-Сіверського Лазаря Барановича (1657), рідкісні примірники яких зберігаються у Національному музеї у Львові та Національному заповіднику «Києво-Печерська лавра».
Після 1663 р. твори, датовані Іллею, невідомі.
Близькі за характером до народного примітиву, декоративні гравюри Іллі відзначаються широким діапазоном тем та сюжетів, утворюють кілька відомих ілюстративних циклів до кращих видань провідних друкарень в Україні, а також видань друкарні монастиря Трьох святителів у Ясах. Доробок Іллі справив вагомий вплив на подальший розвиток української книжкової та естампної гравюри (паперових ікон) 17-18 ст., водночас, зважаючи на твори яського періоду, Іллю вважають одним з основоположників румунської книжкової гравюри 17 cт.